# SHE'S
SHE'S（シーズ）は、日本の4人組ピアノ・ロック・バンド。2011年結成。所属事務所はスピードスター・ミュージック。所属レコード会社はユニバーサルミュージックで、所属レーベルはVirgin Music。

## メンバー
井上 竜馬（いのうえ りょうま、1992年8月3日（32歳） - ）
- ボーカル、キーボード、ギター担当。全作品の作詞・作曲を担当[2]。
- 大阪府吹田市出身。
- 小学1年から中学2年までピアノを習い、母親に勧められたELLEGARDENをきっかけにバンドに憧れ14歳でギターを始める[3][4]。
- 高校卒業時に「ピアノを取り入れたロックバンドをやりたい」とメンバーを誘いSHE'Sを結成[3]。

広瀬 臣吾（ひろせ しんご、1992年9月20日（32歳） - ）
- エレクトリックベース担当。
- 中学時代、同じ学習塾に通っていた井上と友達になる。高校生になってから地元のライブハウスで井上と再会。広瀬と同じ中学校出身の服部もその場にいた[5]。
- 高校時代に井上、服部とMONGOL800のコピーバンドを組んでいたことがあり、当時は広瀬がボーカルとベース、井上がギターとコーラス、服部がドラムを担当していた[6]。
- 広瀬のTwitterとInstagramのID内の“shingolian”とは、スタッフにつけられたあだ名だが、これはコピーバンドが“MONGOLIAN8000”という名前で活動していたことに由来する[6]
- BABYMETALのファンである[6]。
- 大阪府吹田市出身

服部 栞汰（はっとり かんた、1993年1月18日（32歳） - ）
- ギター担当。
- 中学1年でギターを始める[6]。
- 父親に勧められたロックバンドKISSにはまり、ライブCDをすべてコピーし1人で弾いていた[4][6]。
- 広瀬と同じ中学校に通っていたこともあり、「メンバーでホテルに宿泊する際には同じ部屋にする」「車に乗る時は隣になる」という暗黙の了解がメンバー内に存在する[6]。
- 料理が得意であり、ファンクラブやSHE`Sの公式インスタグラムなどで手料理を披露している。
- 大阪府吹田市出身

木村 雅人（きむら まさと、1992年10月25日（32歳） - ）
- ドラム担当。
- 小学5年でドラムを始める[4]。
- 「キム」と呼ばれており、メンバーにいつもいじられている[7]。
- かなりの天然キャラである。
- 昔、影が薄いと言われ金髪にしていた
- ロードバイクが趣味
- 早口言葉が苦手

## 概要

### バンド名の由来
バンド名にある「SHE」は井上竜馬 (Vo,Key,G) が中学時代に気になっていた、実在する同級生の女の子を指す。『独特のオーラを持った「彼女」は何を考えているのか? (SHE IS…) 』という点が井上の考えていたバンド像とつながり、「シーズ」という語感も合わせて「SHE'S 」というバンド名になった。ただし、その「彼女」に対して恋愛感情があったわけではなく、会話したこともない。

## 略歴
2011年
- 4月、井上竜馬（Key/Vo.）を中心に大阪 吹田市で結成、地元大阪を中心に活動を続ける[8]。

2012年
- 「君を失った世界」を1000枚限定で発売。
- 「閃光ライオット2012」のファイナリストに選出[3]。

2013年
- 3月8日、1st EP『Light we'd believe』をリリース。

2014年
- 1月19日、2nd demo『Voice from distance』をリリース。
- 7月23日、初の全国流通盤となる1stミニアルバム「WHO IS SHE?」をリリース[8]。
- 10月から、初のワンマンライブを行う。

2015年
- 4月29日、2ndミニアルバム『WHERE IS SHE?』をリリース[8]。
- 6月、上記作品のリリースツアーとしてshibuya WWW、心斎橋JANUSにてワンマンLIVEを開催。
- 12月、3rdミニアルバムリリースのプレイベントとして東京・名古屋・大阪にて自主企画を開催。

2016年
- 2月3日、3rdミニアルバム『She’ll be fine』をリリース。
- 3月から、全国5ヶ所となるワンマンツアー「She'll be fine -chapter.0-」が開催される。
- 6月8日、1stシングル「Morning Glow」でVirgin Musicからメジャーデビュー[2][9]
- 10月19日、2ndシングル「Tonight/Stars」をリリース。

2017年
- 1月25日、1stフルアルバム『プルーストと花束』をリリース。
- 3月から、全国10ヶ所を周るワンマンツアー「SHE'S One man Tour 2017 "プルーストの欠片"」を開催。
- 6月21日、メジャー1st.ミニアルバム『Awakening』をリリース。
- 9～10月、ストリングスを従えての初のホールツアー「SHE'S Hall Tour 2017 with Strings ～after awakening～」を開催。
- 12月6日、2ndフルアルバム『Wandering』をリリース。

2018年
- 2月7日 - 4月1日、「SHE'S Tour 2018 "Wandering"」（対バン&ワンマン）を開催（全国20都市）。
- 5月25日 - 5月27日、東阪にてwith管弦楽団ホールツアー「Sinfonia “Chronicle”#1」を開催。
- 8月8日、3rdシングル「歓びの陽」をリリース。
- 10月3日、4日、初のファンクラブツアー「FanClubイベント "SHE"Zoo"サファリ」を開催（2都市）。
- 10月6日 -  11月4日、初の学祭ツアー「SHE'S 学園祭ツアー2018」を開催（全国8か所）。
- 11月14日 、4thシングル「The Everglow」をリリース。
- 11月16日 - 29日、「SHE'S Autumn Tour 2018 "The One"」を開催（全国7都市）[10]。

2019年
- 2月6日- 3rdフルアルバム『Now＆Then』をリリース。
- 2月16日 -  4月20日、過去最大キャパのツアー「SHE'S Tour 2019 "Now＆Then"」（対バン&ワンマン）を開催（全国14都市）。
- 4月14日 - 3rdフルアルバム収録曲のリミックス作品である配信シングル「Clock feat. 安藤裕子 Remixed by Yaffle」をリリース。
- 9月15日 - 10月20日、全国対バンツアー『SHE’S UNION Tour 2019』（全国11都市）開催。
- 9月16日 、10月21日、 11月23日 - 3ヵ月連続で配信シングル「Masquerade」「Letter」「Your Song」をそれぞれリリース。
- 11月22日 - 12月3日、東阪にてwith管弦楽団ホールツアー「Sinfonia “Chronicle”#2」を開催する。
- 12月4日 - 先の配信シングル3曲と初のカヴァー音源を収録した、5thシングル「Tricolor EP」をリリース。

2020年
- 2月14日 - 配信シングル「Unforgive」をリリース。
- 2月21日 - 配信シングル「Tragicomedy」をリリース。
- 7月1日 - 4thフルアルバム『Tragicomedy』をリリース。
- 10月10日～12月5日 -Tour 2020 「～Re:reboot～」を開催。

2021年
- 2月17日 - 6thシングル「追い風」をリリース。
- 2月22日 - 周年キックオフ公演「SHE’S 10th Anniversary “From 19″」を大阪府吹田市にて開催。
- 3月19日～4月23日 - メジャーデビュー5周年を記念し、プレイリスト「Rise」「Groovin'」「Sad」「Loud」「Happy」「Love」を各配信サイトに公開
- 5月8日、6月26日 - 初の東阪野音ワンマン「SHE’S 10th Anniversary “Back In Blue”」を開催。
- 7月14日 - 配信シングル「Take It Easy」をリリース[11]。
- 10月6日 - 5thフルアルバム『Amulet』をリリース[12]。
- 10月10日～12月5日-10th Anniversary Tour「So Close, So Far」を開催。

2022年
- 2月24日 - 初の武道館ライブである「SHE'S in BUDOKAN」を開催[13]。
- 3月2日 - 7thシングル「Blue Thermal」をリリース。
- 5月18日 - 配信シングル「Glow Old With Me」をリリース[14]。
- 9月25日～11月18日 - 全国対バンツアー「SHE’S UNION Tour 2022」（全国9都市）を開催。
- 11月18日 - 配信シングル「Raided」をリリース。[15]

2023年
- 2月25日～3月21日 - 東名阪にてwith管弦楽団ホールツアー「Sinfonia “Chronicle”#3」を開催[16]。
- 5月24日 - 6thフルアルバム『Shepherd』をリリース[17]。
- 11月1日 - 配信シングル「No Gravity」をリリース。[18]

2024年
- 3月20日 - 配信シングル「Memories」をリリース。[19]
- 6月12日 - 配信シングル「Kick Out」をリリース。[20]
- 8月23日 - 9月リリースのアルバム『Memories』収録曲「Cloud 9」を先行配信。[21]
- 9月7日 - 台湾・台北市にて初の海外ツアー「SHE’S in Taipei 2024」を開催。[22]
- 9月18日 - 7thフルアルバム『Memories』をリリース。[23]
- 10月5日〜12月3日 - 全国ツアー「SHE’S Tour 2024 “Memories”」を開催。[24]

## ディスコグラフィ

### インディーズ期

#### デモ音源
| 通算 | 発売日        | タイトル            | 収録曲                                             |
| ---- | ------------- | ------------------- | -------------------------------------------------- |
| -    | 2012年        | 君を失った世界      | 1. The World Lost You 2. Last Call                 |
| 1st  | 2013年3月8日  | Light we'd believe  | 1. ワンシーン 2. 信じた光 3. Nowhere 4. 光灯の右手 |
| 2nd  | 2014年1月19日 | Voice from distance | 1. Voice 2. Photograph                             |

#### ミニアルバム
| 通算 | 発売日        | タイトル       | 品番       | 収録曲                                                                                           |
| ---- | ------------- | -------------- | ---------- | ------------------------------------------------------------------------------------------------ |
| 1st  | 2014年7月23日 | WHO IS SHE?    | QFCS-1008  | 1. Voice 2. Leave Me 3. Just Find What You'd Carry Out 4. 彼方 5. Photograph 6. フィルム 7. 幸せ |
| 2nd  | 2015年4月29日 | WHERE IS SHE?  | QFCS-1010  | 1. Change 2. Night Owl 3. L&F 4. Evergreen 5. Long Goodbye 6. Back To Kid 7. All My Faults       |
| 3rd  | 2016年2月3日  | She'll be fine | POCS-30004 | 1. Un-science 2. 信じた光 3. Save Me 4. 2人 5. ワンシーン 6. 遠くまで 7. Curtain Call            |

### メジャー期

#### シングル
| 通算 | 発売日         | タイトル      | 品番       | 収録曲 | 順位 |
| ---- | -------------- | ------------- | ---------- | --- | ---- |
| 1st  | 2016年6月8日   | Morning Glow  | TYCT-39038 | 1. Morning Glow 2. 日曜日の観覧車 3. Time To Dive                                                                         | 27位 |
| 2nd  | 2016年10月19日 | Tonight/Stars | TYCT-39047 | 1. Tonight 2. Stars 3. Isolation                                                                                          | 40位 |
| 3rd  | 2018年8月8日   | 歓びの陽      | TYCT-39078 | 1. 歓びの陽 2. Upside Down 3. Monologue 4. 歓びの陽 (Instrumental version) 5. 歓びの陽 (Backing Track version)            | 34位 |
| 4th  | 2018年11月14日 | The Everglow  | TYCT-30082 | 1. The Everglow 2. Come Back 3. 月は美しく 4. The Everglow (Instrumental version) 5. The Everglow (Backing Track version) | 38位 |
| 5th  | 2019年12月4日  | Tricolor EP   | TYCT-30100 | 1. Masquerade 2. Letter 3. Your Song 4. She Will Be Loved                                                                 | 26位 |
| 6th  | 2021年2月17日  | 追い風        | TYCT-30119 | 1. 追い風 2. Mirai 3. In Your Room 4. 追い風 (Instrumental)                                                               | 11位 |
| 7th  | 2022年3月2日   | Blue Thermal  | TYCT-30128 | 1. Blue Thermal 2. Beautiful Bird 3. Blue Thermal (Instrumental) 4. Beautiful Bird (Instrumental)                         | 11位 |

#### 配信限定シングル
| 通算 | 発売日         | タイトル                               |
| ---- | -------------- | -------------------------------------- |
| 1st  | 2019年4月14日  | Clock feat. 安藤裕子 Remixed by Yaffle |
| 2nd  | 2019年9月16日  | Masquerade                             |
| 3rd  | 2019年10月21日 | Letter                                 |
| 4th  | 2019年11月23日 | Your Song                              |
| 5th  | 2020年2月14日  | Unforgive                              |
| 6th  | 2020年2月21日  | Tragicomedy                            |
| 7th  | 2021年4月15日  | Spell On Me                            |
| 8th  | 2021年7月14日  | Take It Easy                           |
| 9th  | 2022年5月18日  | Grow Old With Me                       |
| 10th | 2022年11月18日 | Raided                                 |
| 11th | 2023年11月1日  | No Gravity                             |
| 12th | 2024年3月20日  | Memories                               |
| 13th | 2024年6月12日  | Kick Out                               |
| 14th | 2025年6月4日   | Four                                   |

#### 配信限定EP
| 通算 | 発売日        | タイトル | 収録曲 |
| ---- | ------------- | -------- | --- |
| 1st  | 2021年3月19日 | Rise     | 1. 追い風 2. Higher 3. Freedom 4. 歓びの陽 5. Your Song 6. The Everglow                                      |
| 2nd  | 2021年3月26日 | Groovin' | 1. Dance with Me 2. C.K.C.S. 3. Masquerade 4. Blowing in the Wind 5. パレードが終わる頃 6. Sweet Sweet Magic |
| 3rd  | 2021年4月2日  | Sad      | 1. Letter 2. Be Here 3. Clock 4. Remember Me 5. Ghost 6. Monologue                                           |
| 4th  | 2021年4月9日  | Loud     | 1. Unforgive 2. Ugly 3. Isolation 4. Getting Mad 5. Running Out 6. Flare                                     |
| 5th  | 2021年4月16日 | Happy    | 1. In Your Room 2. Over You 3. Morning Glow 4. Beautiful Day 5. Home 6. Stand By Me                          |
| 6th  | 2021年4月23日 | Love     | 1. Spell On Me 2. White 3. One 4. Not Enough 5. 月は美しく 6. aru hikari                                     |

#### ミニアルバム
| 通算 | 発売日        | タイトル  | 品番       | 収録曲 | 順位 |
| ---- | ------------- | --------- | ---------- | --- | ---- |
| 1st  | 2017年6月21日 | Awakening | TYCT-60099 | 1. Lantern (inst.) 2. Over You 3. Someone New 4. Don’t Let Me Down 5. In the Middle 6. Beautiful Day 7. aru hikari | 42位 |

#### フルアルバム
| 通算 | 発売日        | タイトル         | 品番       | 収録曲 | 順位 |
| ---- | ------------- | ---------------- | ---------- | --- | ---- |
| 1st  | 2017年1月25日 | プルーストと花束 | TYCT-69113 | 1. Morning Glow 2. 海岸の煌めき 3. Stars 4. Say No 5. Tonight 6. グッド・ウェディング 7. パレードが終わる頃 8. Freedom 9. Running Out 10. Ghost 11. プルースト                                | 37位 |
| 2nd  | 2017年12月6日 | Wandering        | TYCT-69125 | 1. All My Life 2. Blinking Lights 3. Flare 4. Getting Mad 5. Remember Me 6. White 7. Beautiful Day 8. C.K.C.S. 9. Over You 10. The World Lost You 11. Home                                    | 36位 |
| 3rd  | 2019年2月6日  | Now&Then         | TYCT-69138 | 1. The Everglow 2. Dance With Me 3. Used To Be 4. Clock 5. 歓びの陽 6. Set a Fire 7. ミッドナイトワゴン 8. Upside Down 9. 月は美しく (Album ver.) 10. Sweet Sweet Magic 11. Stand By Me       | 23位 |
| 4th  | 2020年7月1日  | Tragicomedy      | TYCT-69174 | 1. Lay Down (Prologue) 2. Unforgive 3. One 4. Masquerade 5. Ugly 6. Higher 7. Your Song 8. Be Here 9. Not Enough 10. Letter 11. Blowing in the Wind 12. Tragicomedy 13. Sleep Well (Epilogue) | 5位  |
| 5th  | 2021年10月6日 | Amulet           | TYCT-60180 | 1. Rained (inst.) 2. 追い風 3. Delete/Enter 4. Imperfect 5. If 6. Chained 7. So Bad 8. Spell On Me 9. Take It Easy 10. Do You Want? 11. Amulet                                                | 11位 |
| 6th  | 2023年5月24日 | Shepherd         | TYCT-60206 | 1. Dreamed (inst.) 2. Super Bloom 3. Boat on a Lake 4. Grow Old With Me 5. Blue Thermal 6. Happy Ending 7. Castle Town 8. Raided 9. Silence 10. Crescent Moon 11. Alchemist                   | 29位 |
| 7th  | 2024年9月18日 | Memories         | TYCT-60233 | 1. Dull Blue (intro) 2. Cloud 9 3. I'm into You 4. No Gravity 5. Angel 6. Kick Out 7. Lamp 8. カフネの祈り (Album ver.) 9. Alright 10. Memories                                               | 31位 |

## タイアップ一覧
| 楽曲                | タイアップ                                                                                          | 使用年 |
| ------------------- | --------------------------------------------------------------------------------------------------- | ------ |
| Voice               | 関西テレビ 音楽番組『音エモン』4月度エンディングテーマ                                              | 2014年 |
| Un-science          | 北海道テレビ『夢チカ18』2月度オープニングテーマ                                                     | 2016年 |
| Un-science          | 日本テレビ系列『バズリズム』2月度オープニングテーマ                                                 | 2016年 |
| Un-science          | 石川テレビ『N-18 凸』2月度エンディングテーマ                                                        | 2016年 |
| Un-science          | RKB毎日放送『チャートバスターズR!』2月度エンディングテーマ                                          | 2016年 |
| Stars               | MBS・TBSドラマイズム『拝啓、民泊様。』オープニングテーマ                                            | 2016年 |
| Freedom             | テレビ朝日系全国放送『Break Out』1月度エンディングテーマ                                            | 2017年 |
| Ghost               | 映画『めがみさま』主題歌                                                                            | 2017年 |
| Beautiful Day       | TBS系『王様のブランチ』6月度エンディングテーマ                                                      | 2017年 |
| White               | 日本テレビ系『ウチのガヤがすみません!』12月エンディングテーマ                                       | 2017年 |
| 歓びの陽            | 「モンストグランプリ 2018 チャンピオンシップ」大会イメージソング                                    | 2018年 |
| 歓びの陽            | ウェブドラマ『とけないで、サマー』劇中歌                                                            | 2018年 |
| C.K.C.S.            | ウェブドラマ『とけないで、サマー』劇中歌                                                            | 2018年 |
| Upside Down         | TVアニメ『アンゴルモア 元寇合戦記』エンディングテーマ                                               | 2018年 |
| aru hikari          | 映画『犬猿』劇中歌                                                                                  | 2018年 |
| The Everglow        | MBS・TBSドラマイズム『ルームロンダリング』オープニングテーマ                                        | 2018年 |
| Dance With Me       | 「東京国際工科専門職大学」 CMソング                                                                 | 2019年 |
| Unforgive           | MBSドラマ『ホームルーム』オープニングテーマ                                                         | 2020年 |
| Unforgive           | 小説『新本格魔法少女りすか』PVソング                                                                | 2020年 |
| Higher              | 第92回センバツ MBS公式テーマソング（大会開催中止） 2020年甲子園高校野球交流試合 MBS公式テーマソング | 2020年 |
| Letter              | 任天堂「あつまれ どうぶつの森×Nintendo Switch Lite」 2020春 CMソング                                | 2020年 |
| One                 | NHK Eテレ『メジャーセカンド2』エンディングテーマ                                                    | 2020年 |
| Blowing in the Wind | 住宅情報館「おうちで住宅情報館」篇 CMソング                                                         | 2020年 |
| Tragicomedy         | ドラマ24特別編『40万キロかなたの恋』エンディングテーマ                                              | 2020年 |
| 追い風              | カンテレ制作・フジテレビ系ドラマ「青のSP―学校内警察・嶋田隆平―」エンディングテーマ                  | 2021年 |
| Your Song           | サッポロビール「第97回箱根駅伝 その言葉を心に篇」CMソング                                           | 2021年 |
| Mirai               | エネルギア・コミュニケーションズ 企業CMイメージソング                                               | 2021年 |
| Spell On Me         | テレビ東京系 水ドラ25『ラブコメの掟〜こじらせ女子と年下男子〜』 エンディングテーマ                  | 2021年 |
| Take It Easy        | カンテレ「2時45分からはスローでイージーなルーティーンで」テーマソング                               | 2021年 |
| Chained             | 映画『そしてバトンは渡された』インスパイアソング                                                    | 2021年 |
| Blue Thermal        | 映画『ブルーサーマル』主題歌                                                                        | 2022年 |
| Beautiful Bird      | 映画『ブルーサーマル』挿入歌                                                                        | 2022年 |
| Grow Old With Me    | TBS系『王様のブランチ』4月度エンディングテーマ                                                      | 2022年 |
| Super Bloom         | HIS/H.I.S./エイチアイエス「学生旅行“大切な仲間と、いま、行こう。”キャンペーン」CMソング             | 2023年 |
| Cloud 9             | 【TOSHIBA】企業ブランド広告 「世界にまだない、あたりまえをつくろう。」CMソング                      | 2024年 |
| Four                | モンストグランプリ2025 ジャパンチャンピオンシップ 大会公式テーマソング                              | 2025年 |

## 出演

### テレビ
- 映画音楽はすばらしい! V（2022年12月24日、NHK BSプレミアム・NHK BS4K） - 映画『トップガン』より「DANGER ZONE」を演奏[38]
- 高見沢俊彦の美味しい音楽 美しいメシ（2024年7月19日、BS朝日）[39]
- バズリズム02（2024年7月19日深夜、日本テレビ）[40]

### ラジオ
- LIKE SONG（2018年11月 - 、Backstage Café）※月曜日担当、井上竜馬のみ[41]。